# Acacia saxatilis
Acacia saxatilis är en ärtväxtart som beskrevs av Spencer Le Marchant Moore. Acacia saxatilis ingår i släktet akacior, och familjen ärtväxter. Inga underarter finns listade i Catalogue of Life.